# The Broadcast Tapes of Dr. Peter
The Broadcast Tapes of Dr. Peter ist ein Dokumentarfilm von David Paperny aus dem Jahr 1993. Es handelt sich dabei um einen Zusammenschnitt der Videotagebücher von Peter Jepson-Young, der als „Dr. Peter“ bekannt wurde und sein Leben mit AIDS dokumentierte.

## Handlung
Peter Jepson-Young dokumentierte über einen Zeitraum von 111 Wochen den Verlauf seiner AIDS-Erkrankung. Jede Woche nahm er ein Videotape auf, in dem er seinen aktuellen Zustand dokumentierte und aus seinem Leben erzählte. Er lebte offen homosexuell, worüber er auch in den Episoden berichtete. Er erblindete recht früh im Verlauf seiner Erkrankung, gab jedoch nie die Hoffnung auf. Die Dokumentation zeigt unkommentiert Ausschnitte aus diesen Aufzeichnungen, die sich durch ein Understatement, einen sensiblen Humor sowie medizinisches Sachverständnis auszeichneten. In einem auch im Dokumentarfilm dargestellten Segment zeigt er ein Sarkoma in seinem Bein.
Der Film endet mit der Trauerfeier und einem Zusammenschnitt des darin enthaltenen Psalm, den Jepson-Young selbst für seine Trauerfeier auswählte.

## Hintergrund
Peter Jepson-Young war ein kanadischer Arzt, der 1986 mit AIDS diagnostiziert wurde. Nachdem die Erkrankung weiter fortschritt, war er gezwungen seinen Job aufzugeben. Er beschloss seine Erkrankung zu dokumentieren. Ab September 1990 wurden als Teil von CBC Early Evening News diese Videos gezeigt. Insgesamt 111 Episoden mit etwa 3 Minuten Spielzeit wurden bis zu zwei Wochen vor seinem Tod im November 1992 ausgestrahlt.
In den Vereinigten Staaten kaufte Home Box Office die Senderechte und schnitt eine 45-minütige Version zusammen. Diese Version wurde 1993 von Regisseur David Paperny veröffentlicht und bei der Oscarverleihung 1994 als Bester Dokumentarfilm nominiert.